# Jan Kłosek
Jan Ernest Kłosek (ur. 14 września 1943 w Lipinach, zm. 1 września 2017 w Plainville) – polski piłkarz występujący na pozycji pomocnika, trener.
Kłosek był wychowankiem Górnika Zabrze, w którym karierę piłkarską rozpoczął w 1955 roku. W „Trójkolorowych” zadebiutował 19 sierpnia 1961 roku w wygranym 2:1 meczu z Cracovią. Zmienił wówczas w połowie spotkania Jerzego Musiałka. Kłosek zdobył z Górnikiem dwukrotnie tytuł mistrza Polski: w sezonie 1961 oraz 1963/1964. W 1964 roku zasilił 
Górnik Radlin, po czym przeniósł się do Unii Racibórz, którą reprezentował do 1971 roku. W tym samym roku zasilił ROW Rybnik, a następnie powrócił do Unii Racibórz. W latach 1972–1974 grał w GKS–ie Jastrzębie. Kolejno wyjechał do Stanów Zjednoczonych, gdzie grał w amatorskich klubach: Connecticut Yankees (1974–1978) oraz PNA Orzeł Wallingford (1978–1982). Po powrocie do Polski pracował przed cztery lata jako trener w Górniku Pszów, po czym wyemigrował do Niemiec i ponownie do Stanów Zjednoczonych, gdzie mieszkał do śmierci.

## Statystyki

### Klubowe w latach 1961–1964
| Sezon     | Klub          | Liga   | Liga krajowa | Liga krajowa |
| --------- | ------------- | ------ | ------------ | ------------ |
| Sezon     | Klub          | Liga   | Mecze        | Bramki       |
| 1961      | Górnik Zabrze | I Liga | 2            | 0            |
| 1963/1964 | Górnik Zabrze | I Liga | 1            | 0            |
| Razem     | Razem         | Razem  | 3            | 0            |

## Sukcesy

### Górnik Zabrze
- Mistrzostwo Polski (2 razy) w sezonach: 1961, 1963/1964